# Zakerana keralensis
Espèce
Synonymes
- Rana verrucosa Günther, 1876 "1875" nec Koch, 1872
- Rana keralensis Dubois, 1981 "1980"
- Fejervarya keralensis (Dubois, 1981 "1980")

Statut de conservation UICN

 LC  : Préoccupation mineure
Zakerana keralensis est une espèce d'amphibiens de la famille des Dicroglossidae.

## Répartition
Cette espèce est endémique des Ghâts occidentaux en Inde.

## Description

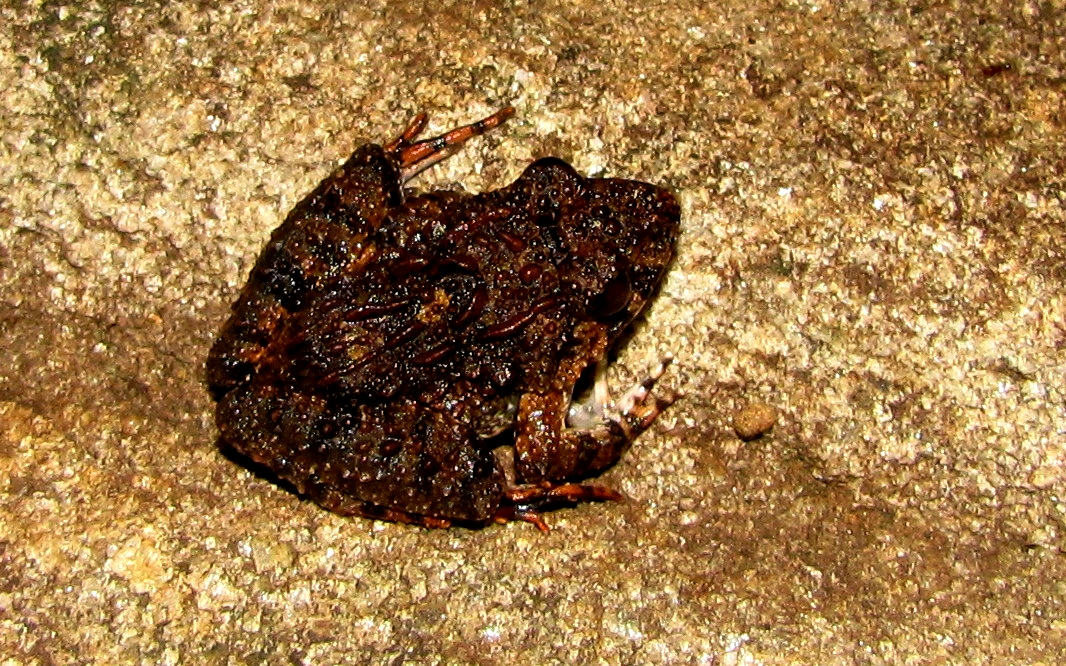
Zakerana keralensis

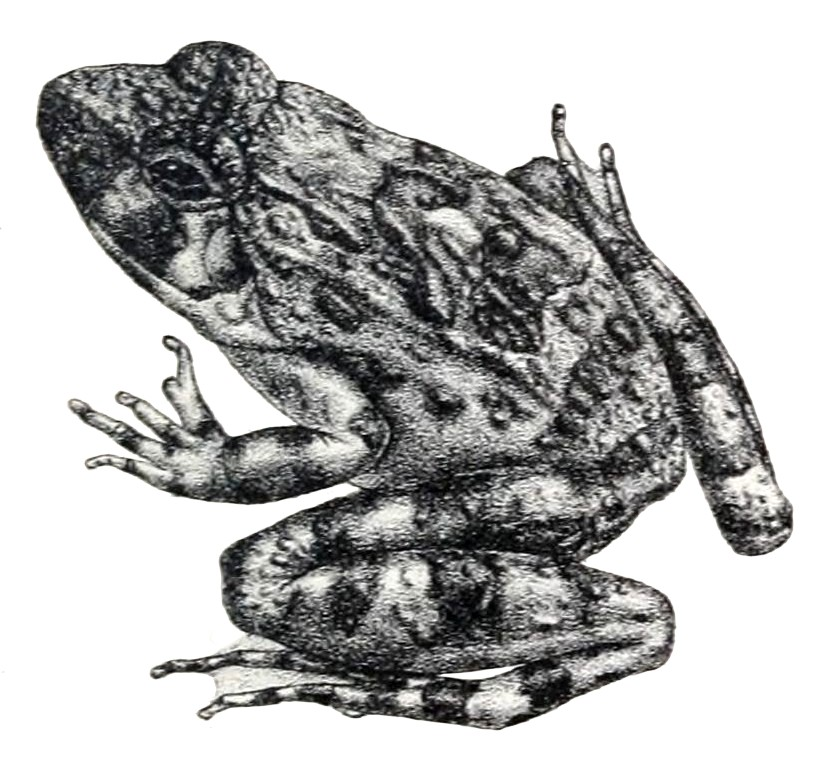
Zakerana keralensis

Zakerana keralensis mesure 70 mm. Son dos varie du gris au brun avec des taches sombres et présente parfois une bande longitudinale de couleur claire. Les mâles ont deux sacs vocaux internes.

## Étymologie
Son nom d'espèce, composé de keral[a] et du suffixe latin -ensis, « qui vit dans, qui habite », lui a été donné en référence au lieu de sa découverte, l’État du Kerala.

## Publications originales
- Dubois, 1981 "1980" : Deux noms d'espèces préoccupés dans le genre Rana (Amphibiens, Anoures). Bulletin du Muséum National d'Histoire Naturelle, Section A, Zoologie, Biologie et Écologie Animales, vol. 2, p. 927-931.
- Günther, 1876 "1875" : Third report on collections of Indian reptiles obtained by the British Museum. Proceedings of the Zoological Society of London, vol. 1875, p. 567-577 (texte intégral).